# Hildebrandeshusen
Hildebrandeshusen ist eine Wüstung im Nordwesten von Baden-Württemberg. Sie liegt auf dem Gebiet der Gemeinde Dielheim im Rhein-Neckar-Kreis.
Die erste und einzige urkundliche Erwähnung stammt von 860, denn in diesem Jahr bekam das Kloster Lorsch von einem Franko mehrere Güter geschenkt. Unter diesen liegt eines in Hildebrandeshusen auf Dielheimer Gemarkung. Aufgrund von kirchlichen Zusammenhängen wird die Lage des Ortes als identisch mit dem 1341 erstmals erwähnten Unterhof eingeschätzt.